# Wodzisław Śląski
Wodzisław Śląski (pronunciado /vɔˈd͡ʑiswaf ˈɕlɔ̃skʲi/; en latín: Vladislavia; en alemán: Loslau) es una ciudad de Polonia, situada en el sur de este país, en la región de Silesia (en Voivodato de Silesia) en el distrito de Wodzisław. Tiene una superficie de 49.62 km² y 51 835 habitantes. Se encuentra en las márgenes del río Leśnica, a una altitud de 210-290 m s. n. m., y está a 370 km de distancia de Varsovia, la capital de Polonia. Wodzisław Śląski como ciudad empezó a existir en 1257.

## Historia
Wodzislaw (Vladislavia) como ciudad empezó a existir en 1257, cuando existieron documentos escritos que databan su existencia, aunque los historiadores creen que pudo existir anteriormente como tal. Entre 1246 y 1257, la ciudad recibió los derechos urbanos. Entre los siglos XIII-XVIII existió en Wodzislaw un castillo. La ciudad fue un centro de comercio, debido a su posición estratégica entre Praga y Kiev. La ciudad creció considerablemente cuando se empezaron a construir las minas de carbón, entre la década de 1960.

### Nombre
El nombre de la ciudad procede del duque piasta Vladislao I de Opole (Władysław opolski).
Con el paso del tiempo, la localidad ha sido conocida por distintos nombres. A partir del siglo XIV la ciudad fue conocida por tres nombres diferentes, primeramente como Loslau, y posteriormente, Vladislavia y Włodzisław. En el siglo XV se la conocía por Vladislavia, y en el siglo XVII por Wodzisław. Durante la ocupación nazi (1939-1945), el nombre oficial pasó a ser Loslau. Desde entonces se llama Wodzisław Śląski, en español significa «Vladislavia de Silesia».

## Administración
La división administrativa de la ciudad se compone de 9 partes:
- Jedłownik Osiedle
- Jedłownik-Turzyczka-Karkoszka
- Kokoszyce
- Nowe Miasto (Ciudad Nueva)
- Trzy Wzgórza (Tres Colinas)
- Radlin II
- Stare Miasto (Ciudad Vieja)
- Wilchwy
- Zawada

## Transporte

### Coche
- Autostrada A1 (Polonia)
- Carretera Nacional 78
- Carretera provincial 932
- Carretera provincial 933
- Carretera provincial 936

### Tren
- Katowice-Rybnik-Wodzislaw-Bohumin-Ostrava

### Aeropuertos
- 80 km de la ciudad - Aeropuerto Internacional de Katowice
- 100 km de la ciudad - Aeropuerto de Cracovia-Juan Pablo II

## Clubes deportivos
- Odra Wodzisław Śląski
- WSP Wodzisław Śląski (Escuela de fútbol)

## Personalidades
- Franciszek Smuda
- Bolesław Kominek
- Tomasz Sikora
- Claudia Ciesla

## Ciudades hermanadas
- Gladbeck
- Alanya
- Sallumines
- Karvina

## Galería

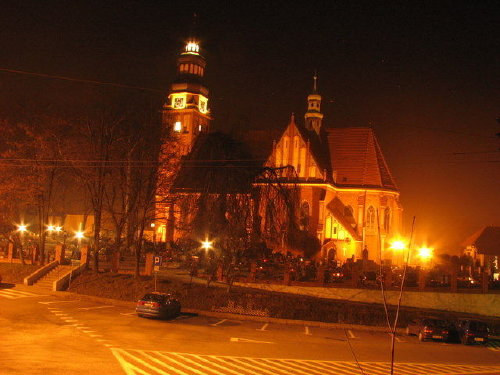
Iglesia de la Asunción de María
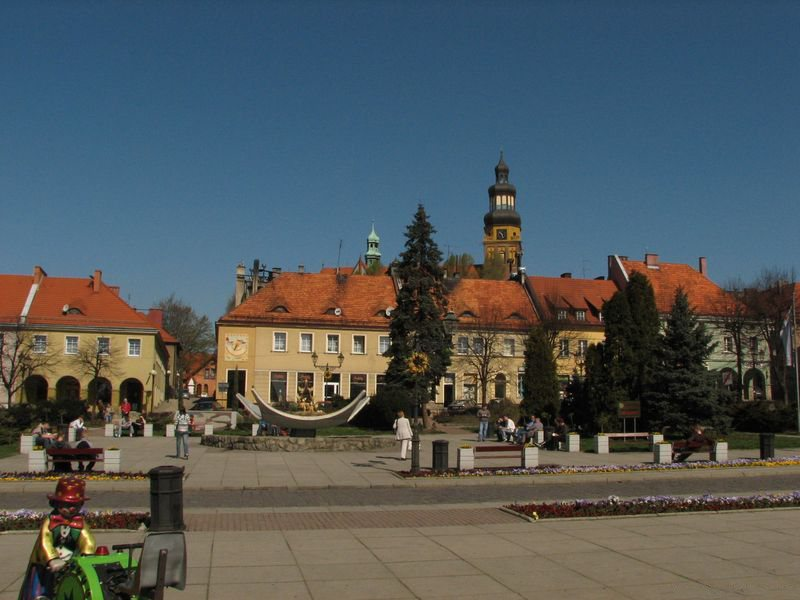
Foro
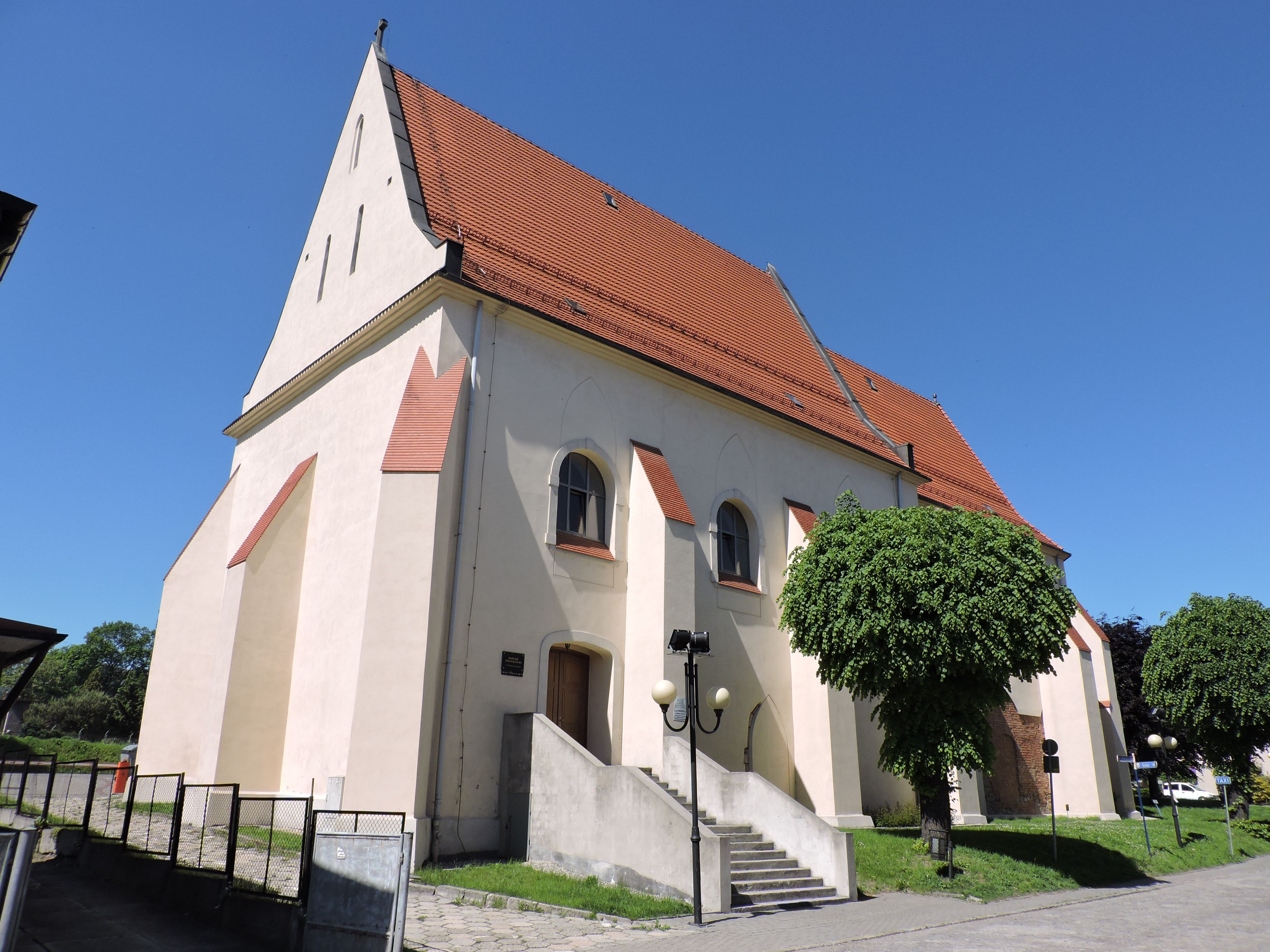
Iglesia de la Santísima Trinidad (siglo xiv)
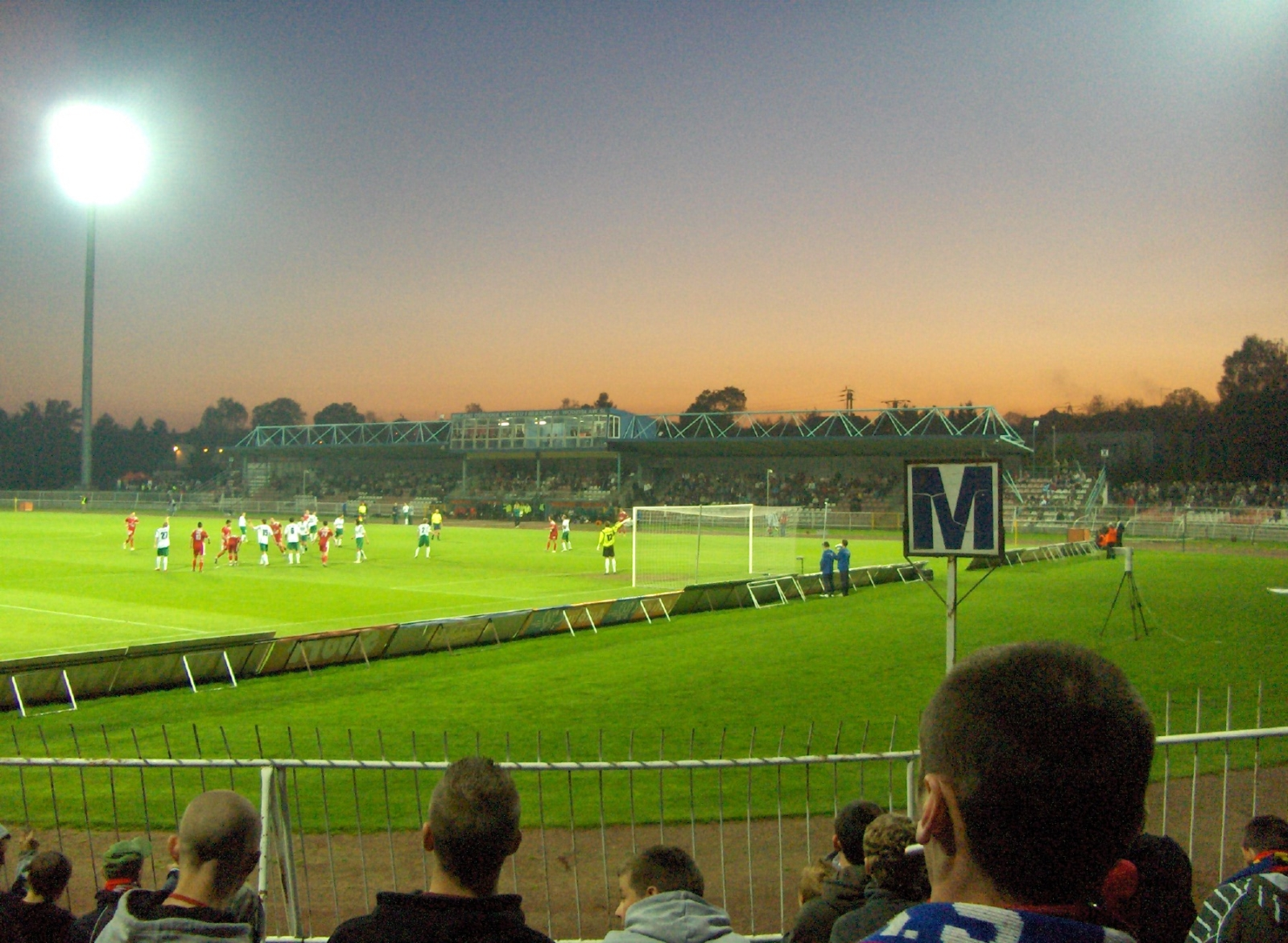
Estadio en Wodzisław
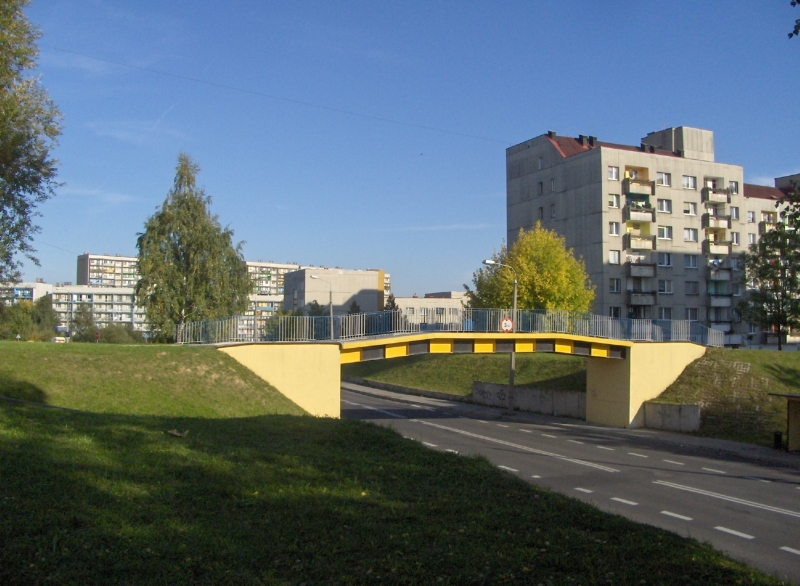
Ciudad Nueva
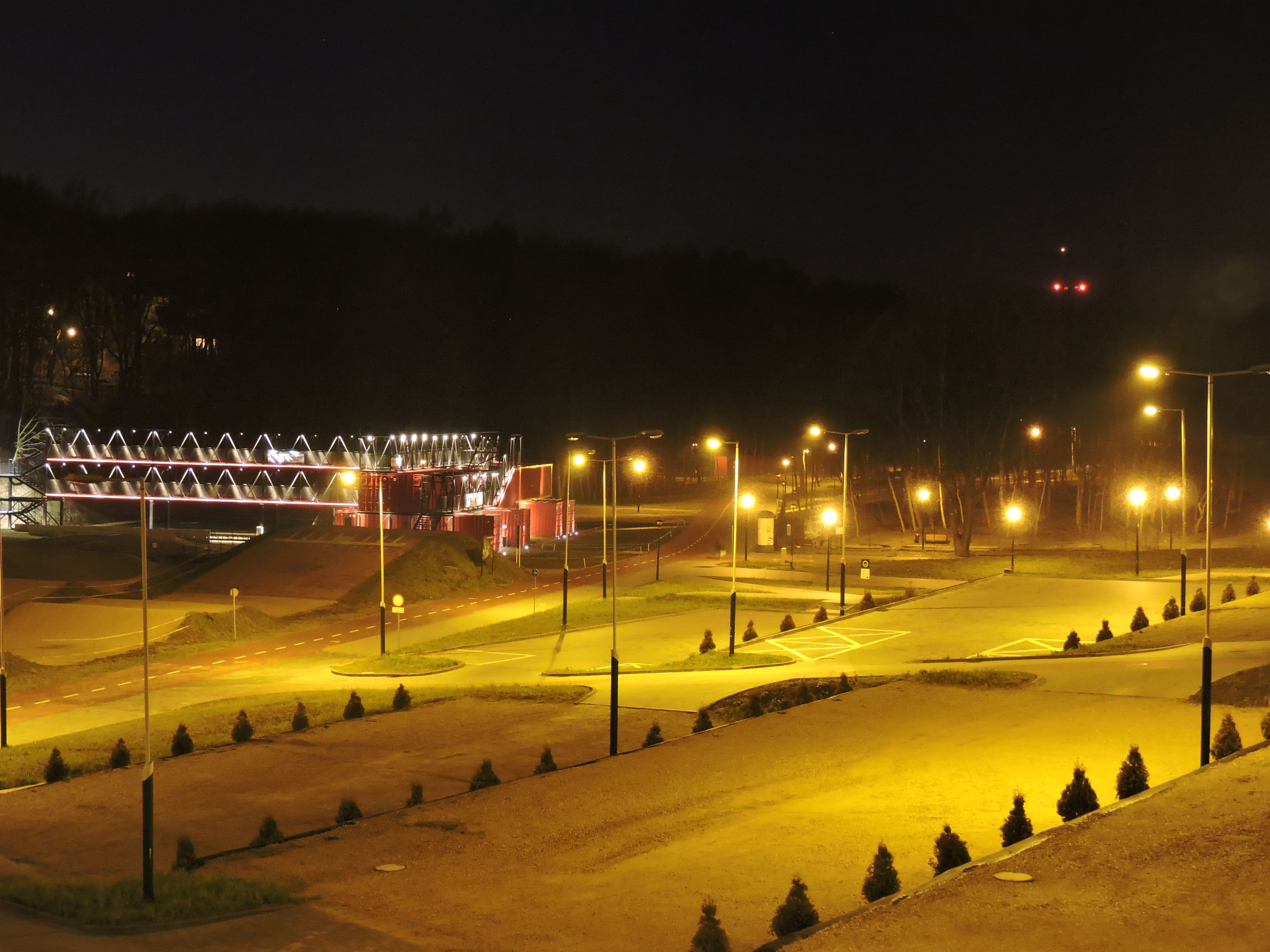
Parque "Tres Colinas"